# Lasianthaea
Lasianthaea es un género de plantas fanerógamas perteneciente a la familia de las asteráceas.   Comprende 26 especies descritas y de estas. solo 15 aceptadas. Se distribuye desde México hasta el norte de Venezuela.

## Descripción
Son arbustos o árboles pequeños de madera blanda, a veces trepando flojamente sobre otras plantas. Hojas opuestas, salvo algunas alternas en la inflorescencia, lanceoladas a ovadas, 5–16 (–22) cm de largo y 5–8 cm de ancho, ápice acuminado, base aguda, escabrosas a casi glabras, 3-nervias cerca de la base; pecíolos 1–4.5 cm de largo. Capitulescencias de capítulos con pedúnculos largos en fascículos umbelados en los nudos superiores; capítulos radiados, 1.5 cm de alto y 3 cm de ancho; filarias en 2–3 series, las exteriores igualando o excediendo a las internas, nervios reticulados en el ápice, débilmente estriadas y endurecidas en la parte inferior, las internas secas, ápice estriado; páleas secas, semejantes a las filarias más internas, cuspidadas hacia arriba e incluso aristadas, hasta 5 mm de largo; flósculos del radio 8–13, fértiles, las lígulas 7.5–15 mm de largo, amarillo brillantes. Aquenios del radio triquetros, 3–4 mm de largo, glabros, cada ángulo agudamente marginado y continuando en una arista, hasta 2 mm de largo, con diminutas escamas entre las aristas, 1 o 2 de las aristas con frecuencia no están formadas; aquenios del disco aplanados, 4–4.5 mm de largo, glabros, arista adaxial del vilano con margen doble, 3.5–4 mm de largo, arista abaxial ligeramente más corta, las escamitas intermedias totalmente indefinidas o ausentes.

## Taxonomía
El género fue descrito por Augustin Pyrame de Candolle y publicado en Prodromus Systematis Naturalis Regni Vegetabilis 5: 607–608. 1836. La especie tipo es Lasianthaea helianthoides DC.	

## Especies aceptadas
A continuación se brinda un listado de las especies del género Lasianthaea aceptadas hasta julio de 2012, ordenadas alfabéticamente. Para cada una se indica el nombre binomial seguido del autor, abreviado según las convenciones y usos.
- Lasianthaea aurea (D.Don) K.M.Becker
- Lasianthaea beckeri B.L.Turner
- Lasianthaea ceanothifolia (Willd.) K.M.Becker
- Lasianthaea crocea (A.Gray) K.M.Becker
- Lasianthaea gentryi B.L.Turner
- Lasianthaea helianthoides DC.
- Lasianthaea machucana B.L.Turner
- Lasianthaea macrocephala (Hook. & Arn.) K.M.Becker
- Lasianthaea palmeri (Greenm.) K.M.Becker
- Lasianthaea podocephala (A.Gray) K.M.Becker
- Lasianthaea ritovegana B.L.Turner
- Lasianthaea rosei (Greenm.) McVaugh
- Lasianthaea seemannii (A.Gray) K.M.Becker
- Lasianthaea squarrosa K.M.Becker
- Lasianthaea zinnioides (Hemsl.) K.M.Becker